# تيري بروس (لاعب كرة قاعدة)
تيري بروس (بالإنجليزية: Terry Burrows)‏ هو لاعب كرة قاعدة أمريكي، ولد في 28 نوفمبر 1968 في ليك تشارلز في الولايات المتحدة.

## وصلات خارجية
- تيري بروس على موقع الدوري الياباني لكرة القاعدة (الإنجليزية)
- تيري بروس على موقعبيزبول رفرنس.كوم (الدوري الرئيسي) (الإنجليزية)
- تيري بروس على موقع مشجعي الرسوم البيانية (الإنجليزية)